# Marretje Arents
Marretje Arents (1712 - Amsterdam, 28 juni 1748), beter bekend als Mat van den Nieuwendijk of het limoenwijf, was een Nederlandse vis- en fruitverkoopster en plunderaarster, die als een van de drie initiatiefnemers en leiders verantwoordelijk werd gehouden voor het zogenaamde Pachtersoproer in Amsterdam.

## Persoonlijk leven
Marretje Arents woonde niet ver van de Nieuwendijk in een kelder bij de Mandenmakersteeg. Zij handelde in limoenen, schol en bokking, vandaar dat zij ook ‘het limoenwijf’ genoemd werd. Over haar leven is niet veel bekend. Zij had vijf kinderen, van wie er een al oud genoeg was om als zeeman te werken. Omdat zij dagelijks haar vis verkocht nabij het Damrak (op de Beurssluis) was zij een vertrouwde verschijning in het Amsterdamse straatbeeld.

## Deelname aan de Pachtersoproer
Zij werd op 24 juni gearresteerd. Nadat er gedreigd werd met de pijnbank, bekende zij op 27 juni 1748 betrokken te zijn geweest bij de plundering van vier huizen in de omgeving van het huidige Rembrandtplein, dat toen de Botermarkt heette. Zij werd ter dood veroordeeld en samen met Piet van Dort een dag later opgehangen. Haar veroordeling was mede omdat Marretje zou hebben gezegd dat er plannen bestonden om het stadhuis te veroveren en een revolutie uit te roepen.

## Achtergronden bij Pachtersoproer
Het Pachtersoproer ontstond door onvrede over de praktijken die het gevolg waren van het verpachten van belastingen. De eerste schermutselingen vonden plaats in Groningen. Daarvandaan sloeg het over naar Friesland en Friese schippers brachten de mare naar Amsterdam. Het oproer begon aldaar op 24 juni 1748 en duurde in totaal 19 dagen. Huizen van belastingpachters werden geplunderd.